# Euphorbia quadrilatera
Euphorbia quadrilatera är en törelväxtart som beskrevs av Leslie Larry Charles Leach. Euphorbia quadrilatera ingår i släktet törlar, och familjen törelväxter. Inga underarter finns listade i Catalogue of Life.